# Любимова, Елена Александровна
Елена Александровна Любимова (25 сентября 1925, Москва — 22 апреля 1985, Москва) — советский геолог и геофизик, известная по геотермальным научным исследованиям. Одна из первых женщин геофизиков СССР, проводивших исследования в Атлантическом океане.

## Биография
Родилась 25 сентября 1925 года в Москве.
Училась на физическом факультете МГУ, под руководством А. Н. Тихонова и О. Ю. Шмидта.
С 1949 года работала в Геофизическом институте АН СССР. Профессор, доктор физико-математических наук, заведующая лабораторией геотермики Института физики Земли им. О. Ю. Шмидта АН СССР.
В 1955 году защитила кандидатскую диссертацию по теме «Термическая история Земли».
В 1966 году защитила докторскую диссертацию по теме «Исследования по термике Земли».
Её исследования включали изучение теплообмена в недрах Земли, эволюцию Земли и Луны, явления субдукции и спрединга в Кольском регионе, тепловой поток вдоль материков и океанов в Арктике, аномалии теплового потока и электропроводности. Она была основателем Международного Комитета по тепловому потоку и участвовала в координации крупного проекта по карте теплового потока в литосфере.
Работала координатором проекта КАПГ «Тепловая модель литосферы».

## Членство в организациях
- Председатель Международного Комитета по тепловому потоку (1971—1979)
- Вице-президент Научного Совета по геотермальным исследованиям.